# Bălcești
Bălcești är en stad i Vâlcea i Rumänien. Den hade 4 864 invånare år 2011.